# Xenofrea hovorei
Xenofrea hovorei är en skalbaggsart som beskrevs av Néouze och Tavakilian 2005. Xenofrea hovorei ingår i släktet Xenofrea och familjen långhorningar. Inga underarter finns listade i Catalogue of Life.